# Сиканы

Схема расселения догреческих народов Сицилии (слева направо: элимцы, сиканы, сикулы)

Сиканы (лат. Sicani) — древнейшее известное из античных источников население Сицилии, предположительно доиндоевропейское. В XIII веке до н. э. были оттеснены сикулами и элимцами, а впоследствии эллинизированы. Сиканам соответствует археологическая культура Кастеллуччо.

## Происхождение
Тимей из Тавромения считал сиканов аборигенным населением (его сочинение не сохранилось, но на него ссылается Диодор Сицилийский (V,6,1-3). На острове действительно в течение многих тысячелетий существовала автохтонная культура: важным историческим свидетельством является обнаружение наскальных рисунков, датируемых около 8000 г. до н. э.
Как утверждал Фукидид, сиканы иммигрировали с Иберского полуострова (вероятно, из Каталонии), вытесненные оттуда лигурами с реки Сикан. Эти сведения Фукидид позаимствовал у сицилийского историка Антиоха Сиракузского, источник которого неизвестен, однако предание о сиканах напоминает историю появления баларов на Сардинии.
Ряд современных исследователей рассматривают сиканов как иллирийское племя, захватившее земли, ранее принадлежавшие аборигенам.

## Культура и исторические сведения
Археологические исследования показывают, что культура сиканов испытала влияние Микенской Греции. Также в материальной культуре доантичной Сицилии имеется значительное сходство с культурой Мальты эпохи мегалитических храмов. Так, керамика поселения Оньина на Сицилии обнаруживает сходство с керамикой мальтийского доисторического поселения Бордж ин-Надур.
Согласно греческой мифологии, столицей сиканов был город Камик.